# Міський краєзнавчий музей Гайсинщини
Міський краєзнавчий музей Гайсинщини — музей у м. Гайсин Вінницької області, що створений ветеранами Міністерства оборони України в 1995 р. як музей ветеранської спілки. Початком його колекції стали особисті речі її членів. Розміщений у колишньому будинку директора чоловічої гімназії — пам'ятці архітектури поч. XX ст.

## Колекція музею
Музейна колекція нараховує понад 2 500 предметів. Щороку музей відвідує майже 7 000 чоловік.
Основу колекції музею складають зразки зброї часів Німецько-радянської війни, військового одягу II пол. XX ст., предмети міського і сільського побуту XX ст., ікони XVIII–XX ст., народна кераміка Бубнівського заводу, твори українського декоративно-ужиткового мистецтва.
Музейна експозиція має виставковий характер, основними темами якої є «Історія Української державності», «Партизанський і підпільний рух на Гайсинщині», «Друга світова війна на Гайсинщині», «Природа рідного краю», «Традиційний народний побут гайсинчан».